# Burnham (Pennsilvània)
Burnham és una població dels Estats Units a l'estat de Pennsilvània. Segons el cens del 2000 tenia 2.144 habitants.

## Demografia
Segons el cens del 2000, Burnham tenia 2.144 habitants, 919 habitatges, i 601 famílies. La densitat de població era de 773,6 habitants per quilòmetre quadrat.
Dels 919 habitatges en un 28,9% hi vivien nens de menys de 18 anys, en un 53,4% hi vivien parelles casades, en un 8,5% dones solteres, i en un 34,6% no eren unitats familiars. En el 30,8% dels habitatges hi vivien persones soles el 15% de les quals corresponia a persones de 65 anys o més que vivien soles. El nombre mitjà de persones vivint en cada habitatge era de 2,33 i el nombre mitjà de persones que vivien en cada família era de 2,91.
Per edats la població es repartia de la següent manera: un 22,5% tenia menys de 18 anys, un 6,4% entre 18 i 24, un 29,5% entre 25 i 44, un 25% de 45 a 60 i un 16,7% 65 anys o més.
L'edat mediana era de 40 anys. Per cada 100 dones de 18 o més anys hi havia 87,4 homes.
La renda mediana per habitatge era de 33.068 $ i la renda mediana per família de 40.781 $. Els homes tenien una renda mediana de 32.131 $ mentre que les dones 17.850 $. La renda per capita de la població era de 15.800 $. Entorn del 6,4% de les famílies i el 7% de la població estaven per davall del llindar de pobresa.

## Poblacions més properes
El següent diagrama mostra les poblacions més properes.